# 特亞河
特亞河是俄羅斯的河流，注入貝加爾湖，由布里亞特共和國負責管轄，河道全長120公里，流域面積2,580平方公里，河水主要來自雨水和融雪。